# Nové Dvory u Dobříše

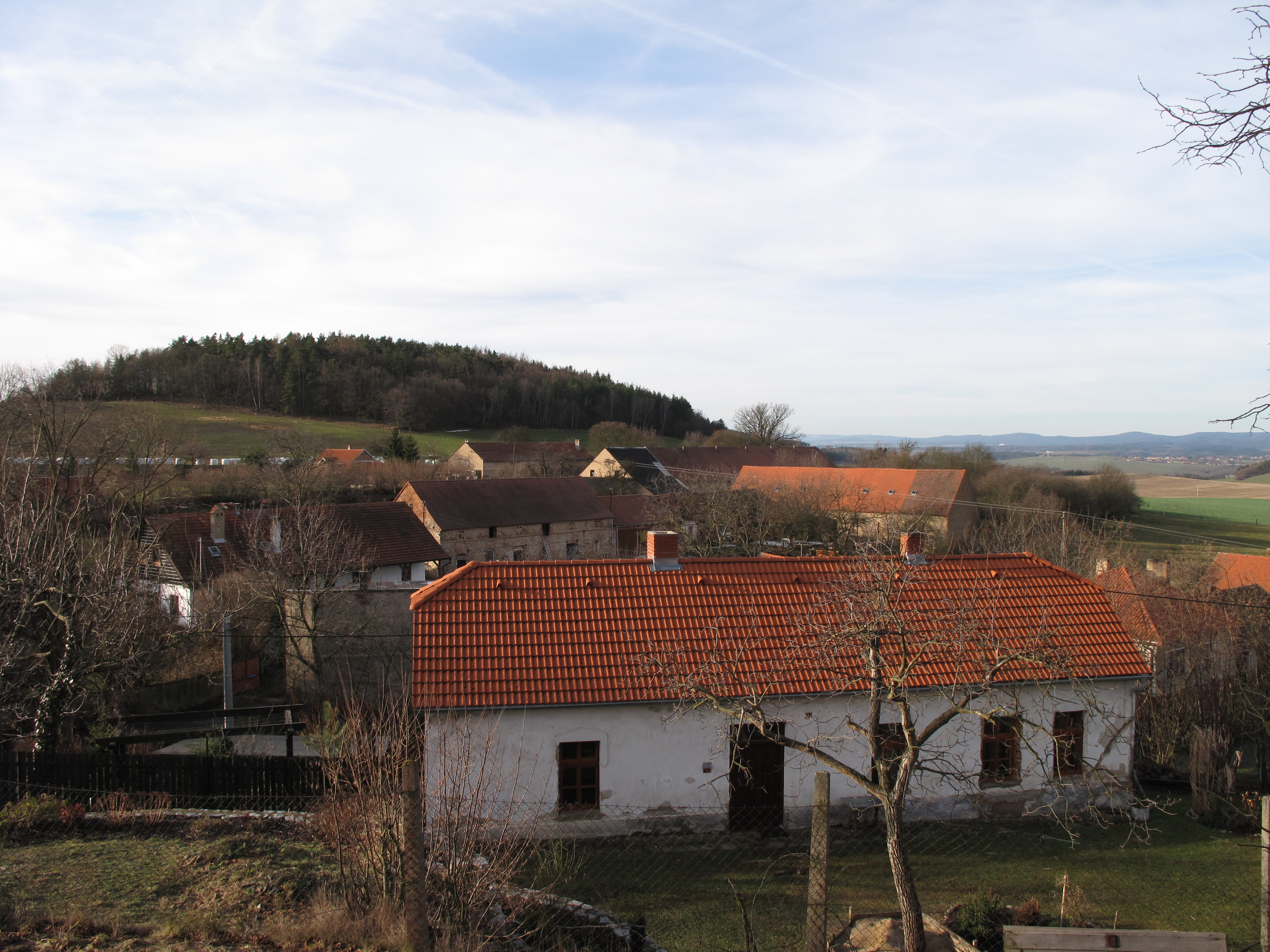
Blick von der Kapelle auf Nové Dvory

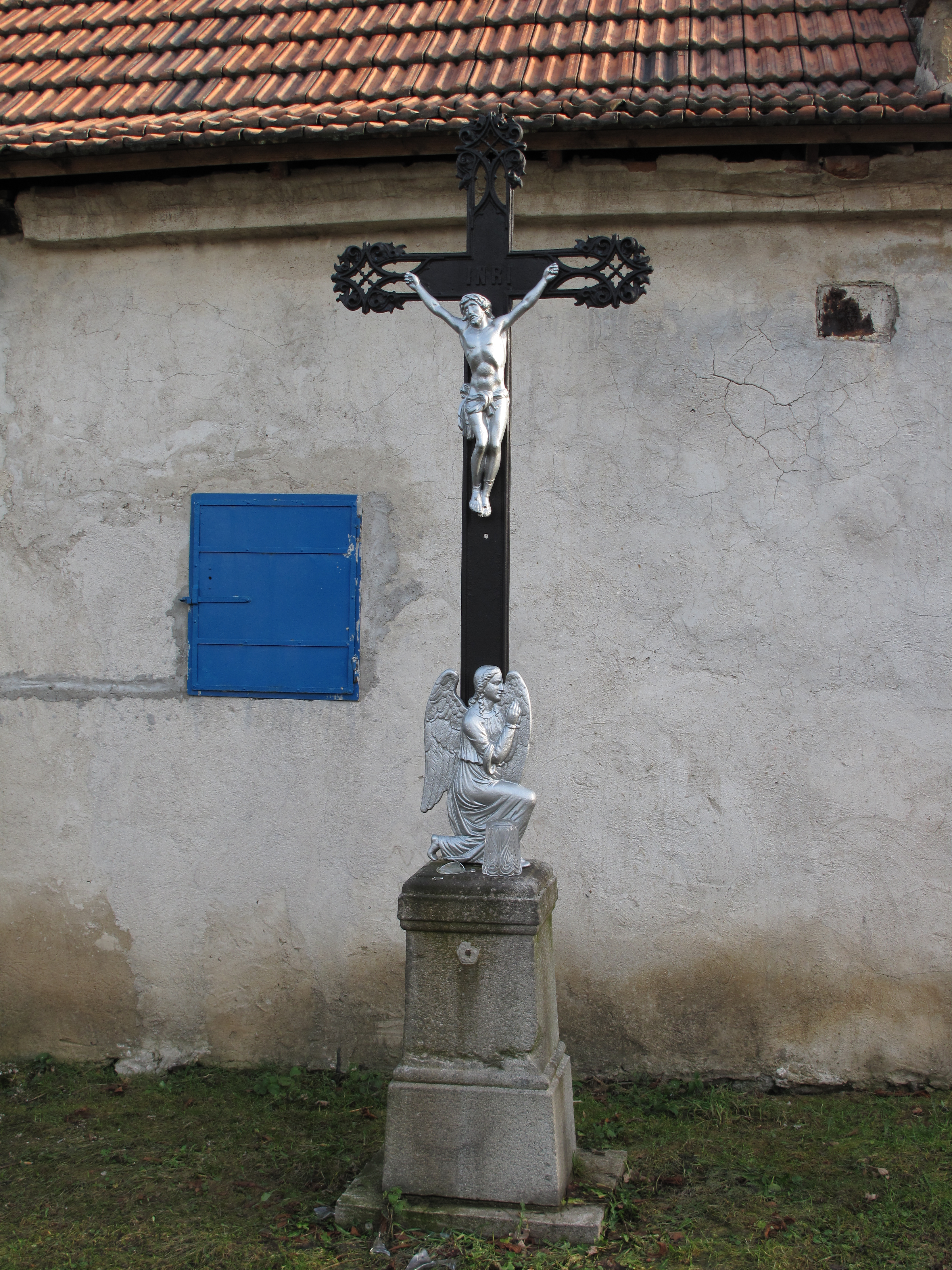
Wegkreuz

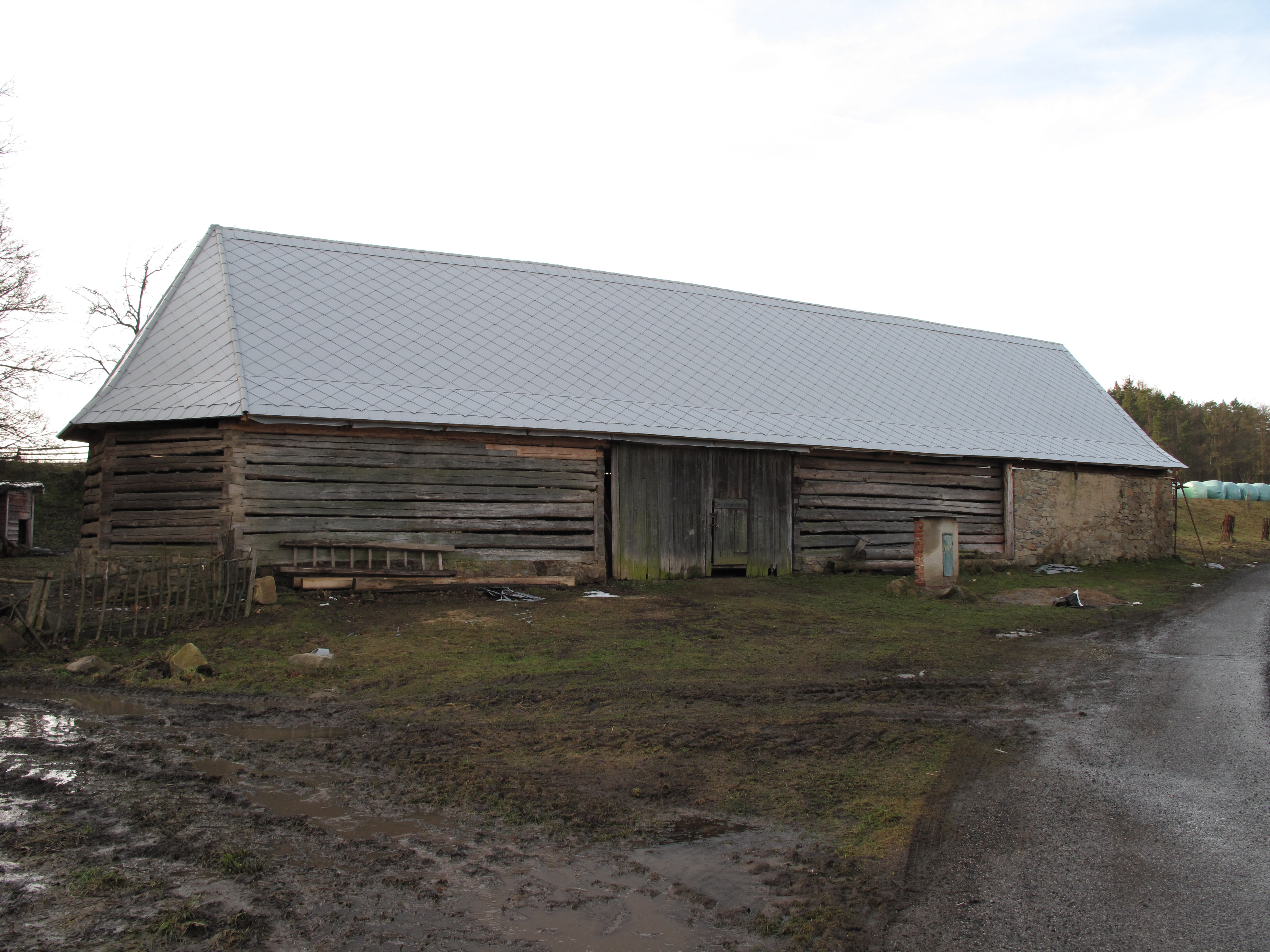
Gezimmerter Speicher

Nové Dvory (deutsch Neuhof) ist eine Gemeinde in Tschechien. Sie liegt fünf Kilometer nordöstlich von Nový Knín und gehört zum Okres Příbram.

## Geographie
Nové Dvory befindet sich im Norden der Středočeská pahorkatina in der Quellmulde des Baches Novodvorský potok. Nördlich erheben sich die Královka (382 m) und der Čihadlo (380 m), im Nordosten der Chlum (451 m), der Čihadlo (434 m) und die Bouska (450 m), südwestlich der Tetřívek (449 m) sowie im Westen die Nevada (420 m). Östlich von Nové Dvory verläuft die Staatsstraße II/102 zwischen Zbraslav und Kamýk nad Vltavou.
Nachbarorte sind Bratřínov, Královky, U Kocáby, Falkův Mlýn, Bojanovice und Masečín im Norden, Porostliny, Bouska und Slapy im Nordosten, Přestavlky und Buš im Osten, Nová Hospoda, Jílová, V Trnovcích und U Dobré Vody im Südosten, Čím, Háje, Křížov und Pánkov im Süden, Moravce, Sidovice und Krámy im Südwesten, U Pařeza, Velká Hraštice, Spálený Mlýn und Za Kocábou im Westen sowie Velká Lečice und Malá Lečice im Nordwesten.

## Geschichte
Die erste schriftliche Erwähnung des zum Gut Slapy gehörigen Ortes erfolgte im Jahre 1432. Besitzer war das Zisterzienserstift Königsaal. Dessen Güter fielen nach der Aufhebung des Klosters 1785 dem Religionsfonds zu. Am 3. Jänner 1825 ersteigerte Karl Korb Ritter von Weidenheim das Gut Slapy mit allem Zubehör.
Im Jahre 1845 bestand Neuhof / Nowy Dwůr aus 26 Häusern mit 191 Einwohnern. Der Meierhof Neuhof war zu dieser Zeit emphyteutisiert. Pfarrort war Schlap. Bis zur Mitte des 19. Jahrhunderts blieb Neuhof der Herrschaft Slap im Berauner Kreis untertänig.
Nach der Aufhebung der Patrimonialherrschaften bildete Nový Dvůr / Neuhof ab 1850 eine Gemeinde im Gerichtsbezirk Dobříš. Seit 1868 gehörte die Gemeinde zum Bezirk Příbram. Der Ortsteil Porostliny wurde 1880 von Buš nach Nový Dvůr umgemeindet. Seit 1887 führt die Gemeinde den Namen Nové Dvory. Im Jahre 1949 wurde die Gemeinde dem neu gebildeten Okres Dobříš zugeordnet, seit dessen Aufhebung im Jahre 1960 gehört sie zum Okres Příbram. Krámy wurde 1961 eingemeindet.

## Gemeindegliederung
Die Gemeinde Nové Dvory besteht aus den Ortsteilen Krámy (Kram) und Nové Dvory (Neuhof), die zugleich auch Katastralbezirke bilden. Sie gliedert sich in die Siedlungseinheiten Krámy, Nové Dvory und Porostliny (Porostlina). Zu Nové Dvory gehören außerdem die Einschichten Královky und Nová Hospoda.

## Sehenswürdigkeiten
- Kapelle in Nové Dvory, errichtet 1924
- Kapelle in Krámy